# Volcán de Tinamar
El Volcán de Tinamar es un ferry-crucero tipo RO/RO de la naviera española Armas. Se utiliza para servicios de ferry entre las Islas Canarias.

## Historia
El buque fue construido con el número de casco 1 667 en los astilleros Hijos de J. Barreras de Vigo para Naviera Armas. La puesta de quilla tuvo lugar el 30 de septiembre de 2009, la botadura el 21 de enero de 2010. Mientras que su entrega fue el 7 de junio de 2011. Los costes de construcción ascendieron a 120 millones de euros. El interior del transbordador fue diseñado por la ingeniería Oliver Design. El Volcán de Tinamar es el buque gemelo del Volcán del Teide, también construido para Naviera Armas y entregado en enero de 2011, después del Abel Matutes y del Evrima, fueron los mayores buques construidos en la historia de la atarazana. El Volcán de Tinamar se utiliza para servicios de ferry entre las Islas Canarias y una vez a la semana realiza un trayecto a Cádiz.

## Datos técnicos y equipamiento
El buque está propulsado por cuatro motores diésel de cuatro tiempos siete cilindros del fabricante de MAN, cada uno con 8400 kW de potencia. Los motores actúan sobre dos hélices de paso controlable mediante engranajes reductores. El buque está equipado con dos propulsores de codo con hélices de paso controlable, cada uno accionado con 1100 kW de potencia.
Para la generación de energía se dispone de dos generadores accionados por motores diésel, cada uno con una potencia de 1 100 kW. También se instaló un generador de emergencia accionado por un motor diésel de 450 kW. 
El transbordador tiene tres cubiertas para vehículos fijas y una regulable en altura. Las cubiertas de vehículos fijas están situadas en las cubiertas 1, 3 y 5, mientras que la cubierta de vehículos regulable en altura está suspendida bajo la cubierta 7. La cubierta para vehículos de la cubierta 3 (cubierta principal) es accesible a través de dos rampas de popa. Las rampas tienen una longitud de 16 metros y una anchura de 8 metros. La cubierta 1 y la cubierta 5 son accesibles mediante rampas desde la cubierta 3. La altura útil de la cubierta 3 es de 4,5 metros. 
Las instalaciones para pasajeros se encuentran de las cubiertas 7 a 9. Existen 118 camarotes de cuatro camas y 6 de dos camas a disposición del pasaje del buque. Los camarotes de pasajeros se encuentran en las cubiertas 7 y 8, en la zona de proa. También están disponibles zonas con sillones reclinables en ambas cubiertas. Los pasajeros también tienen acceso a restaurantes, tiendas y una zona de juegos infantiles, así como a zonas de cubierta con asientos y piscinas.
Las instalaciones para la tripulación del buque se encuentran en la zona de proa, en la cubierta 9, y en la cubierta 10. El puente de mando, cerrado en toda su anchura, también está situado en la cubierta 10. Para tener una mejor visión de conjunto al atracar y soltar amarras y al navegar por canales estrechos, las levas se extienden ligeramente más allá de la anchura del barco.